# Seligman Inlet
Das Seligman Inlet ist eine ausladende Bucht an der Bowman-Küste des Grahamlands  auf der Antarktischen Halbinsel. Sie liegt zwischen dem Choyce Point im Norden und dem Kap Freeman im Süden.
Wissenschaftler der United States Antarctic Service Expedition (1939–1941) fotografierten sie 1940 aus der Luft. Der Falkland Islands Dependencies Survey nahm 1947 eine Kartierung vor und benannte die Bucht nach Gerald Seligman (1886–1973), Gründer und erster Präsident der später in Internationale Glaziologische Gesellschaft umbenannten British Glaciological Society.